# 格科微
格科微有限公司（英語：GalaxyCore Inc.；上交所：688728，简称：格科微，扩位简称：格科微有限公司），注册于开曼群岛，实际经营总部位于中华人民共和国上海市，创始人为赵立新。

## 历史
该公司主要经营CMOS、显示驱动芯片等半导体产品的设计、销售等。根据Frost & Sullivan公司统计，2019年，该公司CMOS出货量占据全球市场约两成份额，位居行业第二，而LCD驱动芯片出货量则占据中国大陆供应商市场约一成份额，位居第二。根据《每日经济新闻》网站报导，该公司的CMOS主要在200万像素、500万像素、800万像素等级别占有较大市场份额，并在200万至500万像素级别内具有一定性价比优势。
2020年7月7日，上海证券交易所受理该公司的科创板上市申请。该公司拟融资69.60亿元人民币，发行不超过3.97亿股，以投资12英寸CIS集成电路特色工艺研发与产业化项目及CMOS图像传感器研发项目。2021年6月，中国证监会批准格科微的股票发行注册。7月7日，上交所受理格科微的挂牌申请。2022年，格科微12英寸CIS集成电路特色工艺研发与产业化项目BSI产线投片成功。

## 站外連結
- 官方网站